# Ибрахима Конте
Вижте пояснителната страница за други личности с името Конте.
Ибрахима Сори Конте (на френски: Ibrahima Sory Conté) е гвинейски футболист, който играе на поста атакуващ полузащитник. Състезател на Бней Сахнин.

## Кариера
Конте е юноша на Фело Стар. Играе на позицията атакуващ полузащитник. Изиграва първите си двубои в Белгия в младежкия отбор на Гент. Дебютира през сезон 2009/10 в мач срещу Вестерло, влизайки като смяна за отбора на Гент. През сезон 2010/11 Конте става основна част от състава на Гент.
Конте става част от отбора на Остенде в края на август 2016 г. През януари 2017 е даден под наем в отбора на Васланд-Беверен. На 5 март 2019 г. Конте напуска Остенде. На 5 август същата година се присъединява към Берое.

## Успехи
Гент
- Купа на Белгия (1): 2010